# I.D. Beauvais
Jean Baptiste Desiré Beauvais, kendt som I.D. Beauvais (21. maj 1831 i Boulogne-Billancourt – 5. september 1896 i København), var fabrikant og grundlægger af en dansk virksomhed, som blev storproducent af konserverede fødevarer. Virksomheden hedder i dag Beauvais foods og er en del af den norske koncern Orkla ASA.
Hans forældre var charcuterihandler François Louis Beauvais og Marguerite Justine Cabouret. Han kom som 15-årig til Danmark, da faderen oprettede virksomhed i København.
I 1850 købte F.L. Beauvais i Vangede Markvangshuset af skovriderenken Marie Neumann på det, som i dag er Vangede Bygade 88-92. F.L. Beauvais udvidede i 1852 ejendommen med tilkøb af en grund. I 1856 solgte han ejendommen til sønnen I.D. Beauvais mod at få lov til at leje en lejlighed i ejendommen. I 1850'erne og 1860'erne havde ejendommen navnet Camilla-Lyst, opkaldt efter I.D. Beauvais' hustru Ida Camilla Fjeldsted (død 1902) (søster til danserinden Caroline Fjeldsted). De var blevet gift i 1851. I 1866 solgte I.D. Beauvais ejendommen.
Han var kok hos den danske arveprins Ferdinand og arveprinsesse Caroline til 1848. Han meldte sig som frivillig til Marinen og var hovmester (Mesterkok) 1848-1850 i 1. slesvigske krig på fregatten Thetis og på Bellance og på dampskibet Slesvig. Efter endt krigstjeneste oprettede I.D. Beauvais i 1850 i Vangede en fabrik for "hermetisk Henkogning" af levnedsmidler, som han via kontakter, han havde fået indenfor officersstaben, hovedsagelig kunne basere på leverancer til flåden. Begyndelsen var meget beskeden og alt andet end lovende, idet den første leverance mislykkedes, men med hjælp fra hustruen videreudviklede han virksomheden. Efter 15 år i Vangede flyttedes fabrikken 1865 til St. Kongensgade i København, hvor den voksede sig større. Import af udenlandsk konserves blev påbegyndt. 1895 åbnede en fabrik på Lyngbyvej, som blev drevet frem til 1969. Derefter flyttede produktionen til en fabrik i Svinninge i den nuværende Holbæk Kommune mellem Holbæk og Kalundborg. 
1880 overdrog Beauvais ledelsen til sine to sønner, og efter hans død omdannedes firmaet til et aktieselskab, der 1898 tog navnet De danske Konservesfabrikker, I.D. Beauvais. Efter sammenslutningen 1906 med Faaborg-firmaet Dansk Vin- og Konservesfabrik, M. Rasmussen (der var grundlagt af Mads Rasmussen) fortsattes aktieselskabet under firmanavnet Akts. De Danske Vin- og Konserves-Fabriker I. D. Beauvais-M. Rasmussen.
Han er begravet på Holmens Kirkegård.